# Andi Bajc
Andi Bajc (* 14. November 1988 in Sempeter pri Gorici) ist ein ehemaliger slowenischer Radrennfahrer, der auf der Straße aktiv war.

## Sportlicher Werdegang
Seine internationale Karriere begann Bajc im slowenischen Team Radenska, bei dem er bis zur Saison 2010 blieb. In Anschluss ging er für zwei Jahre in die Türkei, wo er 2011 je eine Etappe der Tour of Trakya und der Tour of Alanya gewann. Ab 2013 fuhr er in Österreich, zunächst für das Team Amplatz-BMC, ab 2019 für das Team Felbermayr Simplon Wels. Sein erstes internationales Eintagesrennen gewann er 2015 mit Banja Luka-Belgrade II. Im selben Jahr siegte er auf der vierten Etappe der Ungarn-Rundfahrt, bei der er auch Zweiter der Gesamtwertung wurde. 2025 und 2026 gewann er jeweils die Gesamtwertung der Österreichischen Radbundesliga. Sein bestes Ergebnis für das Team Felbermayr war ein zweiter Etappenplatz bei der Oberösterreich-Rundfahrt 2019.
Im Februar 2022 beendete Bajc im Alter von 33 Jahren seine Karriere als Radrennfahrer. Seit der Saison 2023 ist er Mitglied der sportlichen Leitung des deutschen UCI Continental Teams Santic-Wibatech.

## Erfolge
2011
- eine Etappe Tour of Trakya
- eine Etappe Tour of Alanya

2015
- Banja Luka-Belgrade II
- eine Etappe Ungarn-Rundfahrt
- Gesamtwertung Österreichische Radbundesliga

2016
- Gesamtwertung Österreichische Radbundesliga